# Agnes van Veldenz
Agnes van Veldenz († na 1398), Duits: Agnes Gräfin von Veldenz, was een gravin uit het Huis Veldenz en door huwelijk achtereenvolgens gravin van Nassau-Wiesbaden-Idstein en wildgravin in Dhronecken.

## Biografie
Agnes was de oudste dochter van graaf Hendrik II van Veldenz en Agnes van Sponheim, dochter van graaf Simon II van Sponheim en Elisabeth van Valkenburg.
Agnes huwde vóór 1360 met graaf Gerlach II van Nassau-Wiesbaden-Idstein (1333 – na 1386), de oudste zoon van graaf Adolf I van Nassau-Wiesbaden-Idstein en Margaretha van Neurenberg. Het huwelijkscontract tussen ‘Adolff graue zu Nassauwe … Gerlachen unsern eltesten son’ and ‘grauen Heinrich von Veldentzen … Agnesen seiner eltesten dochter’ is gedateerd 22 mei 1354. Uit dit huwelijk zijn geen kinderen bekend.
Gerlach volgde in 1370 zijn vader op en regeerde samen met zijn broer Walram IV. Hij wordt voor het laatst vermeld in 1386, het is onbekend wanneer hij is overleden.
Agnes hertrouwde met wildgraaf Otto in Dhronecken († 1409 vóór 31 mei). Ook uit dit huwelijk zijn geen kinderen bekend. Agnes overleed na 1398.

## Voorouders
| Voorouders van Agnes van Veldenz | Voorouders van Agnes van Veldenz                                             | Voorouders van Agnes van Veldenz                                                   | Voorouders van Agnes van Veldenz                                            | Voorouders van Agnes van Veldenz                                         | Voorouders van Agnes van Veldenz                                           | Voorouders van Agnes van Veldenz                                           | Voorouders van Agnes van Veldenz                                                                      | Voorouders van Agnes van Veldenz                                                                      |
| -------------------------------- | ---------------------------------------------------------------------------- | ---------------------------------------------------------------------------------- | --------------------------------------------------------------------------- | ------------------------------------------------------------------------ | -------------------------------------------------------------------------- | -------------------------------------------------------------------------- | --- | --- |
| Betovergrootouders               | Walter II van Geroldseck (?–1276/77) ⚭ Heilika (?–na 1252)                   | Gerlach V van Veldenz (ca. 1228–1259/60) ⚭ 1254 Elisabeth van Zweibrücken (?–1259) | Frederik IV van Leiningen (?–1249/54) ⚭ vóór 1242 Adelheid van Kyburg (?–?) | Gobert VII van Aspremont (?–1278/80) ⚭ ca. 1254 Agnes van Coucy (?–1277) | Simon van Sponheim (?–1264) ⚭ 1240 Margaretha van Hengebach (?–vóór 1299)  | Emich IV van Leiningen (?–1276/79) ⚭ Elisabeth (?–1263)                    | Dirk II van Valkenburg (?–1268) ⚭ na 1246 Bertha van Limburg (?–1254)                                 | Otto II ‘de Lamme’ van Gelre en Zutphen (?–1271) ⚭ 1252/54 Filippa van Dammartin (?–1277/81)          |
| Overgrootouders                  | Hendrik van Geroldseck (?–na 1296) ⚭ vóór 1270 Agnes van Veldenz (1254/55–?) | Hendrik van Geroldseck (?–na 1296) ⚭ vóór 1270 Agnes van Veldenz (1254/55–?)       | Frederik V van Leiningen (?–1316) ⚭ 1282 Johanna van Aspremont (?–1321)     | Frederik V van Leiningen (?–1316) ⚭ 1282 Johanna van Aspremont (?–1321)  | Johan van Sponheim (?–1291) ⚭ ca. 1265 Adelheid van Leiningen (?–ca. 1301) | Johan van Sponheim (?–1291) ⚭ ca. 1265 Adelheid van Leiningen (?–ca. 1301) | Walram II ‘de Rosse’ van Valkenburg (ca. 1253–1302) ⚭ vóór 1275 Filippa van Gelre en Zutphen (?–1300) | Walram II ‘de Rosse’ van Valkenburg (ca. 1253–1302) ⚭ vóór 1275 Filippa van Gelre en Zutphen (?–1300) |
| Grootouders                      | George van Veldenz (?–na 1347) ⚭ 1288 Agnes van Leiningen (?–na 1343)        | George van Veldenz (?–na 1347) ⚭ 1288 Agnes van Leiningen (?–na 1343)              | George van Veldenz (?–na 1347) ⚭ 1288 Agnes van Leiningen (?–na 1343)       | George van Veldenz (?–na 1347) ⚭ 1288 Agnes van Leiningen (?–na 1343)    | Simon II van Sponheim (?–1333) ⚭ 1293 Elisabeth van Valkenburg (?–?)       | Simon II van Sponheim (?–1333) ⚭ 1293 Elisabeth van Valkenburg (?–?)       | Simon II van Sponheim (?–1333) ⚭ 1293 Elisabeth van Valkenburg (?–?)                                  | Simon II van Sponheim (?–1333) ⚭ 1293 Elisabeth van Valkenburg (?–?)                                  |
| Ouders                           | Hendrik II van Veldenz (?–1378) ⚭ vóór 1330 Agnes van Sponheim (?–?)         | Hendrik II van Veldenz (?–1378) ⚭ vóór 1330 Agnes van Sponheim (?–?)               | Hendrik II van Veldenz (?–1378) ⚭ vóór 1330 Agnes van Sponheim (?–?)        | Hendrik II van Veldenz (?–1378) ⚭ vóór 1330 Agnes van Sponheim (?–?)     | Hendrik II van Veldenz (?–1378) ⚭ vóór 1330 Agnes van Sponheim (?–?)       | Hendrik II van Veldenz (?–1378) ⚭ vóór 1330 Agnes van Sponheim (?–?)       | Hendrik II van Veldenz (?–1378) ⚭ vóór 1330 Agnes van Sponheim (?–?)                                  | Hendrik II van Veldenz (?–1378) ⚭ vóór 1330 Agnes van Sponheim (?–?)                                  |